# Baseband
Ne pas confondre avec bande de base qui est une technique de télécommunication
Dans le domaine des télécommunications, un baseband (anglicisme qui signifie à l'origine « bande de base ») est un dispositif qui communique en bande de base.
Par exemple, dans un smartphone, c'est la puce chargée de la partie téléphonie. Dans une clé TNT, c'est la puce chargée du décodage de canal.